# توب أوشين
توب أوشين (بالإنجليزية: Tope Oshin)، هي مُخرجة ومُنتجة نيجيرية.

## وصلات خارجية
- توب أوشين على موقع IMDb (الإنجليزية)
- توب أوشين على موقع روتن توميتوز (الإنجليزية)
- توب أوشين على موقع ألو سيني (الفرنسية)